# Blekingestuga

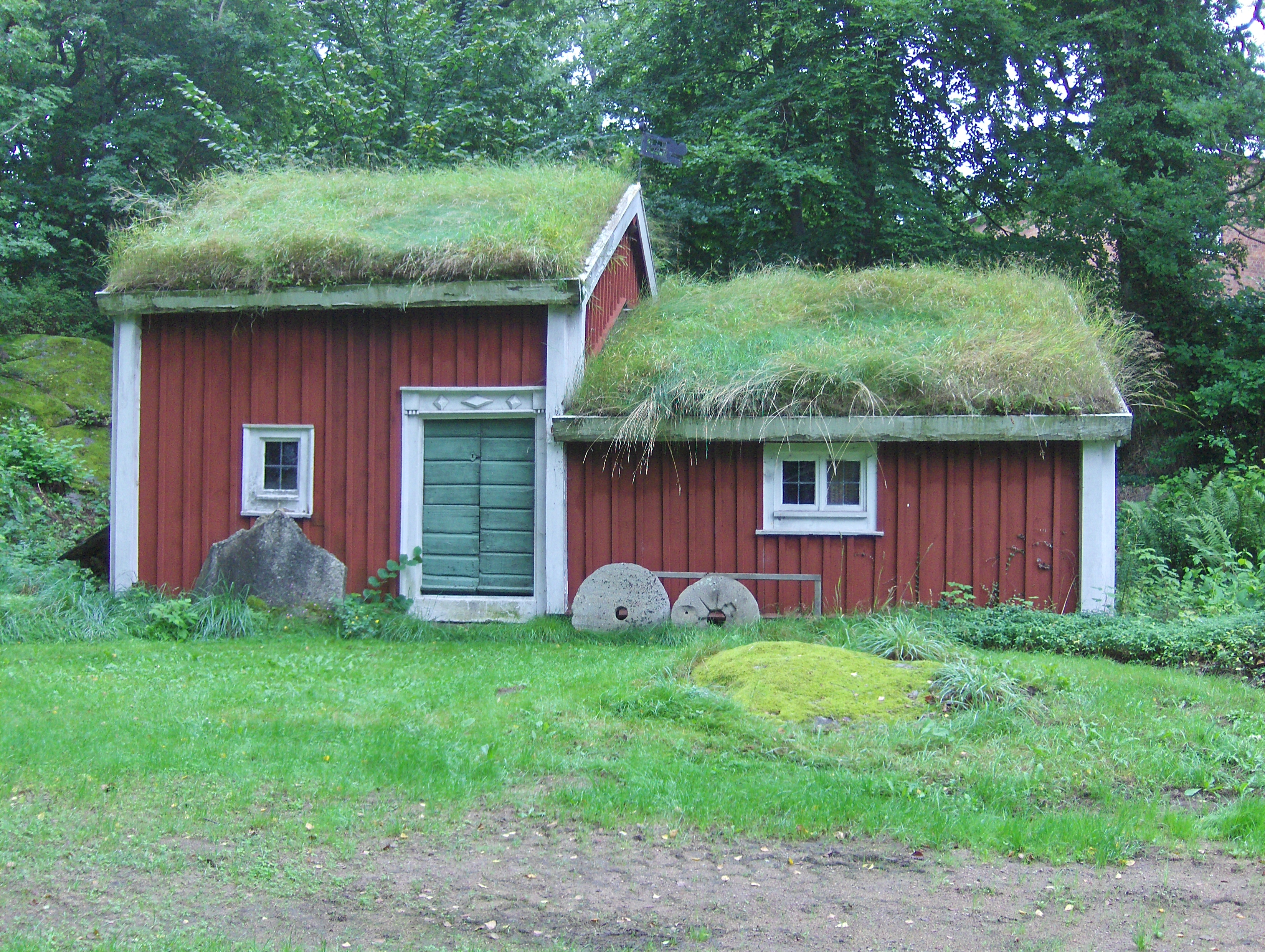
Blekingestuga i Bräkne-Hoby.

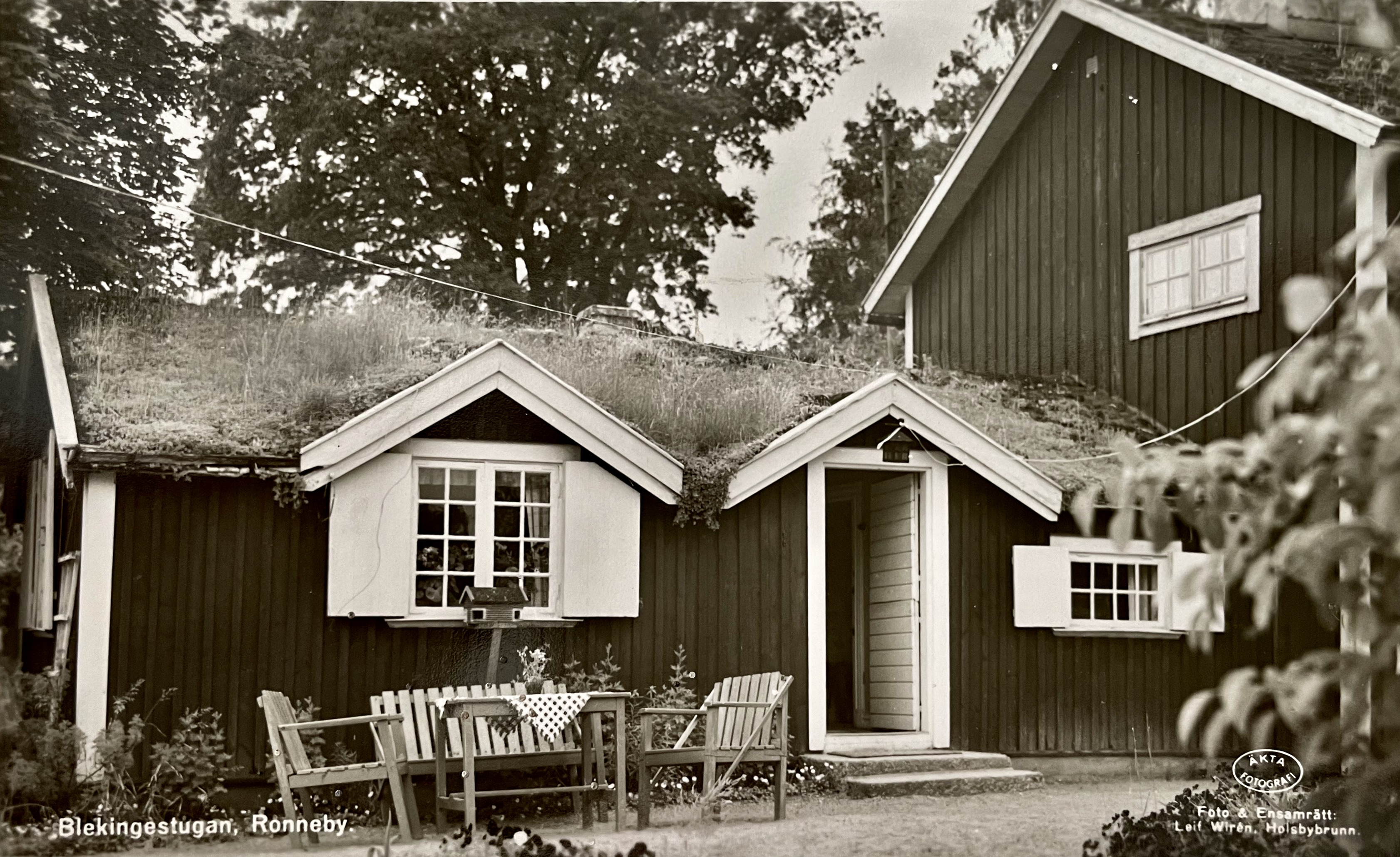
Blekingestugan vid Silverforsen i Ronneby omkring 1950. I denna stuga föddes och dog Rebecka Svensson (1879-1954).

Blekingestuga är en typ av ryggåsstuga som förekom i Blekinge. Den härstammar från 1700-talet och byggdes fram till 1800-talets mitt.
Blekingestugor är vanligen byggda så att de har två rum varav ett med loft, högloft och lågloft. De liknas vid ett sydgötiskt hus med ett härbre. Huset har ofta röda väggar, vita knutar och halm eller grästak.

### Webbkällor
- langoraslakten.org - När den nya tiden kom till bygden – intervjuer i Torhamns församling 1958
- robertssons.firmaelon.se - Blekingestugan vid Silverforsen, programblad 2008.